# Barwoel
Barwoel was een Nederlands small press stripblad, dat verscheen van 1989 tot 1995 in Rotterdam en omstreken van Tonio van Vugt en zijn kunstacademievrienden. Uit dit stripblad kwam in 1995 het tijdschrift Zone 5300 voort.

## Ontwikkeling
Het experimentele stripblaadje Barwoel is ontstaan in 1989 door Tonio van Vugt en enkele studiegenoten uit de tijd dat ze nog studeerden aan de Willem de Kooning Academie in Rotterdam. In 1987 hadden Van Vugt, Herman Jan Couwenberg, Henk de Bont, Finn Stapelkamp  en Rik van Schagen voor het eerst samen gepubliceerd in een special "Was getekend" van het dagblad Het Vrije Volk.
Barwoel was begin jaren negentig een van de opmerkelijke nieuwe generatie amateurstripbladen in Nederland naast andere nieuwe spraakmakende stipbladen zoals Iris uit Nijmegen, Posse uit Amsterdam, en Incognito uit Zaandam.
De uitgave werd in zwart-wit gekopieerd, en bleef beperkt tot een 50 tot 200 exemplaren. Het eerste nummer had een oplage van 70 stuks, waarna die gestaag groeide. Eén van de vaste strip, de Stripstrip van Rik van Schagen, verscheen vanaf juli 1989 dagelijks in het dagblad Het Vrije Volk.

## Oprichters, tekenaars en schrijvers

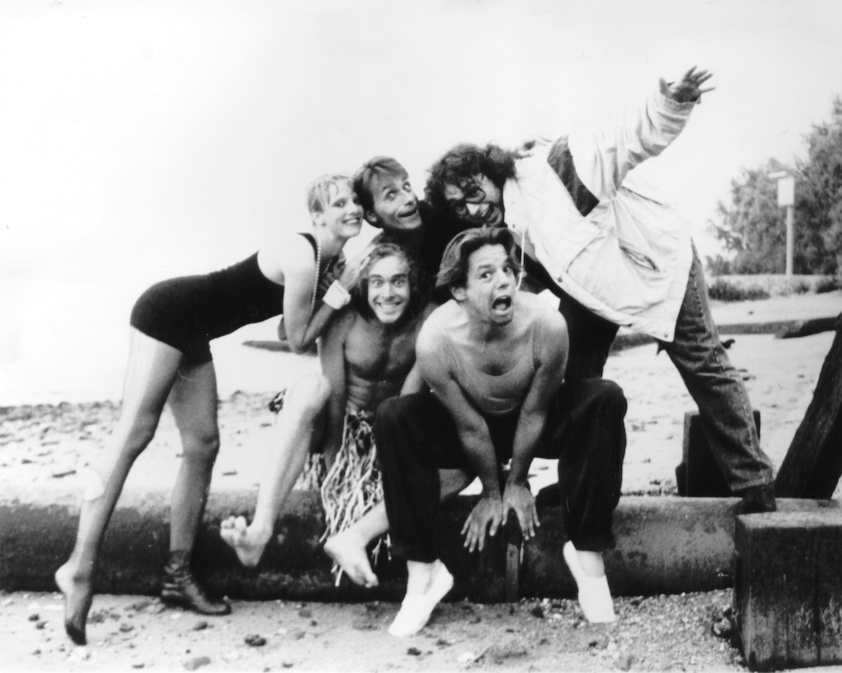
De verdere Barwoela cast met v.l.n.r. Gerrie, Tonio, Arjan (boven), en Roel en Rimini (onder) op het Rotterdamse strand van het quarantainestation Heijplaat, zomer 1991.

Medeoprichter van het tijdschrift waren Finn Stapelkamp, Herman Jan Couwenberg (Djanko), en Rik van Schagen. Andere striptekenaars en schrijvers van het eerste uur waren Marianne Eijgendaal, Marco Faasen, Matthias Giesen, Gerrie Hondius, Joost Pollmann, Roel Seidell, Kees Torn en Zookie. 
In latere nummers verschenen er ook bijdragen van onder andere Marcel Ruijters, Gidion van de Swaluw en Wasco. Naast strips verschenen er van diverse betrokkenen ook enige korte verhalen en andere ingrediënten. Zo bevatte bijvoorbeeld het tiende nummer een litho van Sjenet Tepaske.
Door Barwoel kwam Tonio van Vugt in 1992 in contact met Robert van der Kroft, die twee jaar later gezamenlijk Zone 5300 startte. Het stripblad Barwoel bleef hierna nog enige tijd bestaan. Andere van de vaste kern gingen een andere kant op. Zo vertrok Marianne Eijgendaal naar een animatiestudio in Ierland, en waren Kees Torn en Gerrie Hondius het theaterprogramma Kees & ik begonnen.

## Speciale nummers
Het 10e nummer was een jubileumnummer, waarbij de cover was gevormd met een afbeelding van de eerste 10 Barwoels.  
Het 17e nummer verscheen onder de titel Barwoela en bevatte een fotostrip geschreven door Barry Wulisch (Gerrie Hondius) getiteld Barre Tijden, Woelige Tijden. In de fotostrip speelde ze zelf de hoofdrol naast zeven van de andere striptekenaars.
Het 34ste nummer werd gepresenteerd als het eerste stripblad wat geen ezelsoren kreeg, en waar je onder de afwas van kan genieten. Het werd gepubliceerd in de vorm van een muziekcassette.